# Международная ассоциация трудящихся
Международная ассоциация трудящихся (МАТ) (исп.: Asociación Internacional de los Trabajadores, AIT; нем.: Internationale ArbeiterInnen Assoziation, IAA), международное объединение анархо-синдикалистских профсоюзов. Основана в конце 1922 года на Берлинском конгрессе представителей анархо-синдикалистских профсоюзов как наследница Первого Интернационала, в связи с чем до 1950-х гг. была известна также под названием «Берлинский интернационал профсоюзов» и «Международное товарищество рабочих».

## Создание МАТ
После прекращения деятельности Сент-Имьенского Интернационала анархисты постепенно утратили своё влияние в рабочем движении и к концу девятнадцатого столетия. Однако в 1890-е во Франции начинает развиваться синдикализм, на который обратили внимание часть анархистов, что вызвало оживленные споры о роли синдикализма в анархистском движении. Постепенно синдикализм находил среди антиавторитариев все больше сторонников, которые начали пытаться наладить своё международное сотрудничество. Между тем во Франции влияние анархистов в синдикалистском движении постоянно росло, что выразилось в подписании Амьенской хартии в 1906 году. Это явилось ключевым момент развития синдикализма, называвшегося тогда уже революционным синдикализмом: речь шла об отклонении парламентаризма в пользу революционной классовой борьбы.
На прошедшем в 1907 году международном анархистском конгрессе много внимания было уделено развитию движения. Много разговоров велось вокруг революционного синдикализма. В частности Пьер Монатт, член французской ВКТ[чего?] говорил о самодостаточности синдикализма, а итальянский анархо-коммунист Малатеста выступал с резкой критикой.
Постепенно идеи революционного синдикализма распространялись по другим странам:

«Бельгии (Союз синдикатов провинции Льеж с 1910 г., Бельгийская синдикальная конфедерация с 1913 г.), Швейцарии, России (…), Австро-Венгрии, на Балканах, в Канаде („Единый большой союз“, 1919 г.) и т. д.»
В 1910 году в Барселоне была основана самая известная впоследствии анархо-синдикалистская профсоюзная организация — Национальная конфедерация труда (НКТ).
В связи с созданием в марте 1919 года Коммунистического Интернационала (Коминтерн), а в июле 1921 — Красного интернационала профсоюзов (Профинтерн, или Московский Интернационал профсоюзов) революционным синдикалистам предстояло определиться о своем к ним отношении, стоит или войти в объединение профсоюзов, созданного марксистами, или же создавать собственное.
Разрыв произошёл в 1921—1922 годах.
В 1920 году в Берлине прошла международная встреча синдикалистов из ФАУД (Германия, кроме того они представляли Чехословакию), ФОРА (Аргентина), ИРМ (США), РСК (Франция), НСТ (Нидерланды), шоп-стюарды и представители рабочих комитетов (Британия), САК (Швеция); кроме того, о своей поддержке этой конференции высказались синдикалисты Норвегии, Дании и ВКТ Португалии. Встречу посетили и представители Профинтерна из России, они настаивали на признании собравшимися принципа диктатуры пролетариата, а также «создание Профинтерна как структуры, отдельной от Коминтерна».
В результате синдикалисты разошлись по вопросу об отношении к Профинтерну:

«Шведские и немецкие делегаты выступили с критикой Москвы и преследований анархистов в России, британские и французские представители оказались твердыми сторонниками большевиков, голландская делегация раскололась, другие участники призывали выдвинуть конкретные требования к облику создаваемого международного объединения революционных профсоюзов»
Кроме того было создано Международное синдикалистское информационное бюро, центром которого назначен Амстердам.
В июле 1921 в Москве прошел учредительный конгресс Профинтерна. Его посетили все участники Берлинской встречи, кроме представителей ФАУД. Однако они не смогли добиться принятия резолюции, согласно которой Профинтерн не должен бы был подчиняться Коминтерну. После этого:

«оппозиционные синдикалисты, собравшиеся в Москве, приняли "Манифест революционных синдикалистов мира" и договорились о создании "Ассоциации революционных синдикалистских элементов мира", в которую должны были войти НКТ, УСИ, РСК, ИРМ, САК, НСТ, ФОРА, немецкие рабочие организации и союзы из Дании, Норвегии, Канады и Уругвая с общим числом членов почти 2,8 миллиона. Бюро новой ассоциации предполагалось разместить в Париже. Но объединение так и не было создано»
Окончательный разрыв с марксистами произошел после июльской встречи синдикалистов в Берлине, на которой большинство присутствующих высказалось с резкой критикой репрессий, которым подвергались анархисты в России.

«Окончательное оформление анархо-синдикалистского Интернационала (иногда его называли также „Берлинский Интернационал профсоюзов“) произошло на учредительном конгрессе, который проходил в Берлине нелегально с 25 декабря 1922 года по 2 января 1923 года, прерываясь полицейскими рейдами и арестами»
В учредительном конгрессе приняли участие делегаты от аргентинской ФОРА, итальянской УСИ, немецкой ФАУД, чилийского ИРМ, шведского САК, норвежского НСФ, Союза синдикалистской пропаганды Дании, НСТ Нидерландов, мексиканской ВКТ. При этом делегаты от испанской НКТ прибыть не смогли в результате ареста на своем пути в Берлин. Португальская ВКТ прислала своё письменное одобрение конгресса. На конгрессе также были представители ряда организаций с совещательным правом голоса: ВРСЕ Германии; синдикалистская-анархистская молодежь Германии; КСЗ Франции; Федерации строителей; Федерации молодежи Сены (Франция); Свободный рабочий союз Чехословакии; делегаты российской анархо-синдикалистской эмиграции и ряда других организаций. В свою очередь представители ИРМ приняли решение, что они не будут вступать ни в Профинтерн, ни в новый анархистский Интернационал.

## История МАТ до начала Второй мировой войны
Берлинский Интернационал был создан в сложное для него время: тяжелый послевоенный кризис охватил Германию, в Италии усиливаются репрессии на профсоюзы и левых активистов, к власти приходит Бенито Муссолини, революционная волна, поднявшаяся в 1917 году на исходе Первой мировой войны, начавшейся революцией в России шла на спад. В результате анархо-синдикалистские профсоюзы столкнулись с сильными репрессиями и экономическими проблемами, следствием которых был стремительный рост безработицы (особенно сильно это отразилось на Германской секции, быстро терявшей членскую базу).
К моменту создания МАТ в итальянский УСИ входило около полумиллиона человек, и это была одна из крупнейших секций Интернационала, значительно выросшая в послевоенные «Красные годы», активно участвуя в забастовочной борьбе и уличных стычках с фашистами.
Германская секция просуществовала до 1933 года, после чего сначала перешла на нелегальное положение, а затем оказалась окончательно разгромлена, однако к тому времени в ней оставалось всего несколько тысяч человек.
Были разгромлены и другие секции Интернационала, также ВКТ Португалии была уничтожена в 1933—1934 годах после прихода к власти в стране правительства Салазара. В Аргентине в 1920-е годы вела активную деятельность ФОРА, в которой, во второй половине двадцатых «состояли десятки тысяч человек: 20-40- тысяч регулярно уплачивающих членские взносы и 60-120 тысяч активистов». В ней шли постоянные внутренние споры по отношению к большевизму и Советской России, однако организация активно действовала, регулярно участвуя в забастовочных кампаниях.

«6 сентября 1930 г. армия под командованием генерала Урибуру совершила переворот и установила военную диктатуру. Как и в предшествовавшие годы, ФОРА и другие анархисты были вынуждены уйти в подполье. Но на этот раз масштабы репрессий, очевидно, сломили рабочее движение. Многие активисты были убиты "эскадронами смерти", другие – государственными расстрельными командами (...) Военный террор длился 18 месяцев – военное положение было отменено только в 1932 г.»
После этого удара ФОРА так и не смогла восстановиться.
Название МАТ было вторым названием Первого Интернационала, основанного в 1864 году. Современный МАТ считает себя наследником его антиавторитарного крыла.
В 1930-е годы самой многочисленной и активной секций МАТ была испанская Национальная конфедерация труда. Несколько лет НКТ находилась на нелегальном положении, что прекратилось с установлением республики:

«На первом же легальном конгрессе профобъединения в 1931 г. были представлены более 500 тысяч рабочих, через несколько лет число членов намного превысило миллион. За первые же полтора года существования республики в стране - главным образом силами НКТ - были организованы 30 всеобщих и 3600 частичных забастовок. Крестьяне, объединенные анархо-синдикалистами, в массовом порядке захватывали помещичьи земли, требуя социализации. В 1932-1933 г. по всей стране прокатилась волна местных революционных восстаний: члены НКТ захватывали населенные пункты и провозглашали либертарный коммунизм. Властям с трудом удавалось подавить движение, тысячи человек были убиты или арестованы, но влияние анархо-синдикализма в Испании продолжало расти»
.
К началу гражданской войны в Испании в НКТ состояло 1,6 миллиона человек, а в ходе войны их численность превзошла миллион человек. Однако республиканцы, в чей лагерь входили анархо-синдикалисты, проиграла, а НКТ ушла в подполье и продолжала сопротивление режиму Франко вплоть до его смерти.
Таким образом к началу Второй мировой войны МАТ подошла в полностью разгромленном состоянии.

## После Второй мировой войны
После окончания второй мировой войны МАТ находился в крайне тяжелом состоянии. Надежды анархо-синдикалистов на, что как и после Первой мировой войны поднимется мировое революционное движение не оправдались. До войны МАТ провела шесть конгрессов, последний из которых состоялся в 1936 году, следующий, седьмой, состоялся только в 1951-м. На этом конгрессе состоялось фактическое воссоздание Интернационала. В этот период много дискуссий велось вокруг испанской революции, по вопросу об антифашистском единстве. Кроме того дискутировалась проблема роста реформистских настроений внутри МАТ.

«Таким образом, 1950-е и начало 1960-х были временем большого самокритичного анализа собственных действий. С одной стороны, IWA пытался излечить раскол в рамках испанского CNT относительно сотрудничества с коммунистическими и буржуазными силами в борьбе против диктатуры Франко, в то время как, с другой стороны, SAC, которому помогает голландская секция, пытался склонить IWA к сотрудничеству с социал-демократическим реформизмом»
.
В результате внутренних споров, и подтверждения на очередном конгрессе в 1958 году, что в МАТ могут состоять только организации, стоящие на принципах анархо-коммунизма и федерализма, из Интернационала вышла шведская секция САК и поддержавшие их голландцы. При этом особенно тяжелым был факт ухода шведов, так как в это время их секция на тот момент была единственной действующей в МАТ действительно профсоюзной организацией.
После смерти Франко в 1975 году была восстановлена испанская НКТ, что придало анархо-синдикалистам новые надежды, много надежд которых возлагались на то, что в Испании удастся воссоздать сильную секцию. И сначала так и было — во второй половине 1970-х в Национальной конфедерации трудящихся происходил бурный рост, в организацию вступили десятки тысяч активистов, однако разгорелись споры об участии в выборах в комитеты предприятий, плюс начались провокации в адрес НКТ, так что в результате организацию постигло несколько расколов, и в НКТ осталось всего несколько тысяч человек, а кризис был преодолен только в первой половине 2000-х.
Между тем на 1976 год в МАТ оставалось всего пять групповых членов. Но ситуация для анархо-синдикалистов во второй половине 70-х улучшилась, и началу восьмидесятых в Интернационале состояло уже десять секций, среди которых были воссозданная НКТ, реорганизованная итальянская УСИ, британская, германская, австралийская и ряд других секций.
В 1980-х к Интернационалу присоединились секции из Японии и Бразилии, в 1996 году в МАТ была принята российская секция. Однако не все для МАТ складывалось удачно. Кроме кризиса в испанской секции в 1990-е произошел раскол во Французской НКТ, наблюдались проблемы в секции в США.
Так или иначе, но анархо-синдикалистский Интернационал продолжает существовать, и активно участвовать в рабочем движении.

## Базовые принципы МАТ
МАТ основывается на принципах анархистского синдикализма, что подразумевает стремление к развитию независимого от любых политических партий профсоюзного движения, и приветствует принцип низового «прямого действия», то есть инициативу исходящую снизу, действия в отстаивании своих прав и интересов рядовыми работниками, а не какими-либо руководителями, действующими от лица трудовых коллективов. По этим же причинам МАТ выступает против парламентаризма и сотрудничества с любыми законодательными органами.
Цель МАТ как анархо-синдикалистской международной организации — это:

«ликвидация привилегий путём создания экономических коммун и административных органов трудящихся полей и фабрик, формирования системы вольных советов без какого-либо подчинения любой власти или политической партии. В качестве альтернативы политике государств и партий анархо-синдикализм предлагает экономическую реорганизацию производства. Он противостоит власти человека над человеком и в качестве альтернативы предлагает самоуправление. Соответственно, целью анархо-синдикализма является не захват политической власти, а ликвидация всех государственных функций в жизни общества. Анархо-синдикализм считает, что уничтожение монопольных прав собственности должно сопровождаться уничтожением всех форм господства. Государственничество, даже замаскированное, никогда не может быть инструментом освобождения человека, напротив, оно всегда будет создавать новые монополии и привилегии»
.
Кроме того, в МАТ могут состоять только такие анархистские организации, которые выступают за создание общества, в основе которого будет лежать принцип либертарного (анархистского) коммунизма.

«Только с помощью экономических революционных организаций трудящегося класса возможно добиться освобождения и набрать необходимую творческую энергию для реорганизации общества на основе либертарного коммунизма»
.
МАТ провозгласила своей программной целью построение «либертарного коммунизма» и допускает «временные альянсы» с другими внепартийными «пролетарскими, профсоюзными и революционными организациями».

## МАТ сегодня
В 2016 году в МАТ произошёл раскол, в результате которого Свободный рабочий союз (Германия), Национальная конфедерация труда (Испания) и Итальянский синдикальный союз покинули ассоциацию. Выбывшие организации добивались введения в ассоциации системы пропорционального голосования вместо существующего федералистского принципа «одна секция — один голос» и намереваются создать новую международную организацию. При этом отдельные бывшие и нынешние синдикаты НКТ заявили о поддержке МАТ. Испанская секция МАТ была восстановлена в правах на Белградском конгрессе ассоциации (ноябрь 2017).

### Секции МАТ
- Австралия: Анархо-синдикалистская федерация
- Бразилия: Бразильская рабочая конфедерация[англ.]
- Великобритания: Федерация солидарности[англ.]
- Испания: НКТ-МАТ
- Норвегия: Норвежская синдикалистская федерация[англ.]
- Польша: Związek Syndykalistów Polski
- Португалия: Международная ассоциация трудящихся — Португальская секция
- Россия: Конфедерация революционных анархо-синдикалистов
- Сербия: Анархо-синдикалистская инициатива
- Словакия: Прямое действие
- Франция: Национальная конфедерация труда
- Швеция: Örestad Lokala Samorganisation

### Друзья МАТ
- Австрия: Wiener ArbeiterInnen Syndikat
- Болгария: Автономен работнически синдикат
- Колумбия: Либертарный союз студентов
- США: Альянс рабочей солидарности[англ.]
- Чили: Анархистский коллектив «Жерминаль»